# غرر

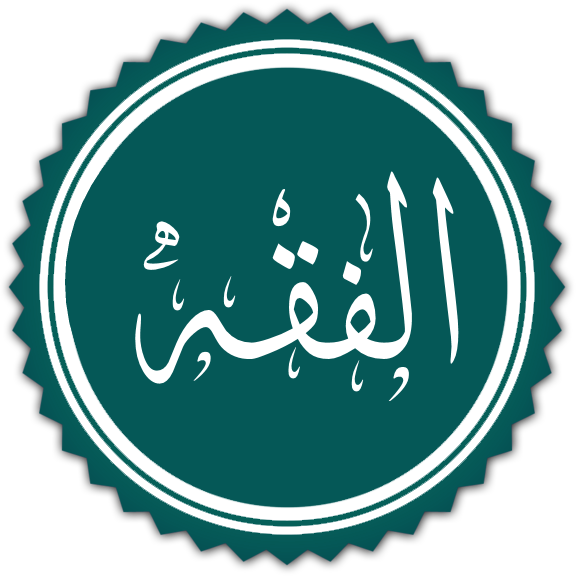

الغرر يعني حرفيًا عدم اليقين أو الخطر أو الفرصة أو المخاطرة. وهو عنصر سلبي في المعاملات(فقه المعاملات الإسلامية)، مثل الربا و الميسر (القمار). يصفها القاموس الإسلامي (قاموس موجز للمصطلحات الإسلامية) بأنه «بيع ما هو غير موجود» - مثل الأسماك التي لم يتم صيدها بعد، والمحاصيل التي لم يتم حصادها بعد.  بالمثل، يقول المؤلف محمد أيوب إنه «في المصطلحات القانونية للحقوقيين»، فإن «الغرر» هو «بيع شيء غير موجود في متناول اليد، أو بيع شيء لا تعرف عقبه (نتيجة)، أو بيع ينطوي على الخطر الذي لا يعرف فيه المرء ما إذا كان سيكون أم لا».

## التعاريف، الفقه
وفقًا لسامي السويلم، فإن «الباحثين في التمويل الإسلامي» لا يتفقون على «المعنى الدقيق» للغرر،  رغم أنه لا يوجد بالضرورة اختلاف كبير بين مدارس الفقه الإسلامي (المذاهب) في تعريف المصطلح.
تعرف المدرسة الحنفية القانونية على الغرر بأنه «تلك التي تكون آثارها مخفية»، (وفقًا لسامي السويلم).  وفقًا لما قاله محمد أكبر الدين، فإن علماء مدرسة الفقه الحنفي (الفقه الإسلامي عرّفوا الغرر بأنه «شيء لم يتم تحديد نتائجه». وصف سراخسي، وهو باحث إسلامي في مدرسة الحنفي، الغرر بأنه «أي شيء تكون النتيجة النهائية مخفية أو أن الخطر غير شائع على حد سواء، سواء كان موجودًا أم لا».
وبالمثل، عرّفت مدرسة الشافعي القانونية الغرر (وفقًا لسامي السويلم) بأنها "تلك الطبيعة الخفية وعواقبها" أو "التي تقبل احتمالين، مع احتمال أقل احتمالًا".  ووصفه علماء الفقه الشافعي بأنه "شيء مخفي بطريقته وتبعاته. 
عرّفت المدرسة الحنبلية الغرر بأنه «عواقبه غير معروفة» أو «غير قابلة للتسليم، سواء كانت موجودة أم لا».  ابن حزم الظاهري المدرسة الفقهية كتب «الغرر هو المكان الذي كان المشتري لا يعرف ما اشتراه، أو البائع لا يعرف ما باع». 
بالنسبة للباحث الإسلامي القرافي، الغرر هو «ما له مظهر لطيف وجوهر مكروه».
من بين علماء الإسلام المعاصرين، كتب مصطفى الزرقاء أن «الغرر هو بيع الأشياء المحتملة التي لا وجود لها أو خصائصها غير مؤكدة، بسبب الطبيعة الخطرة التي تجعل التجارة شبيهة بالمقامرة».  لقد استخدم سامي السويلم نظرية الألعاب لمحاولة الوصول إلى تعريف أكثر دقة وقابل للقياس لغرار، واصفًا إياها بأنها «لعبة محصلتها صفر مع عائدات غير متساوية».

## النص
على الرغم من أن كلمة غرر لم تذكر بشكل محدد في القرآن، إلا أنه يعتقد أن هناك ايتين (2: 188 ؛  4:29 ) يشيران إليها.  

هناك «العديد من الأحاديث» التي تحظر بيع الغرر وفقا لأكاديمية الدراسات الدولية الحديثة. في إحداها، روى أحمد وابن ماجه عن أبي سعيد الخدري:  
 منع النبي صلى الله عليه وسلم شراء الحيوان الذي لم يولد بعد من رحم الأم، وبيع اللبن في الضرع دون قياس، وشراء غنائم الحرب قبل توزيعها، وشراء الصدقات قبل استلامها وشراء صيد الغواص. 

## أصناف
في الاقتصاد والتمويل الإسلامي، حاول الفقهاء فرز جوانب مختلفة من الغرر لتحديد ما إذا كانت المعاملة المالية المعينة «متوافقة مع الشريعة» أم لا عند وجود الغرر .  نظرًا لوجود قدر من الغرر «موجود دائمًا في جميع العقود والسلوكيات»،  قام علماء الإسلام (على الأقل في السنوات الأخيرة)  بتقسيم الغار عمومًا إلى نوعين:  
- الغرر الفاحش(الغررالزائد) (أيضا الغرر-الكثير، «الكثير من» الغرر) [5] محظور (حرام) ونوقش في أحاديث
- الغرر اليسير(الغررالخفيف) (أيضا الغررالقليل، الغرر الاسمي) يشير إلى كميات صغيرة أو تافهة من الغرر الذي يتم التسامح (حلالا). [5] [7]

### متي لا يكون محظوراً
هناك أربعة حالات لا يتم إبطال الغرر فيها:   
- في الغرر اليسير المذكور آنفا ؛
- إذا كان العقد «أحاديًا أو خيريًا» (التبرعات) بحيث لا يتم استغلال الطرف الآخر في العقد، مثل الهدية أو الوصية؛
- عندما يكون هناك «حاجة عامة للمعاملة أو العقد» (المصلحة ، على سبيل المثال في أدوات التمويل الإسلامي في بيع السلم والاستصناع)؛
- حيث خطر الغرم ملازم للأنشطة الاقتصادية الإنتاجية".

في حين أن كل من الغررو (الربا) عنصران سلبيان في الاقتصاد الإسلامي، إلا أن المواد المتاحة حول الغرر في أدب الاقتصاد والتمويل الإسلامي أقل بكثير من تلك الموجودة في الربا ،  و "يعتبر الغرر أقل أهمية من الربا. وفقًا لمحمد أيوب، ظهر "إجماع" بين العلماء المسلمين في الماضي القريب "فيما يتعلق بمدى جعل أي معاملة صالحة أو باطلة". في حين أن أدنى مشاركة من الربا تجعل المعاملة غير متوافقة مع الشريعة الإسلامية، إلا أن درجة ما من الغرر قد تكون مقبولة.

### التأمين والتكافل
يرى علماء الإسلام أن التأمين التجاري (على عكس التأمين الاجتماعي أو التأمين التعاوني) يحتوي على الغرر وحرام (ممنوع). في مكانه، تم اقتراح التكافل أو التأمين التعاوني «المبني على مبادئ المساهمة الطوعية والتعاون المتبادل».

### الخطر
الخطر هو نوع من أنواع الغرر يحدث عندما تكون «مسؤولية أي من أطراف العقد التبادلي غير مؤكدة أو متوقفة على حدث غير متوقع / لا يمكن السيطرة عليه»، وفقًا لموقع الاستثمار والتمويل الإسلامي.